# Mircea Suciu
Mircea Suciu (* 1978 in Baia Mare, Rumänien) ist ein zeitgenössischer rumänischer Künstler.

## Leben
Mircea Suciu wuchs in Rumänien auf. Er studierte Malerei an der Cluj Art School, wo er derzeit auch lehrt. Er stellt international aus, zuletzt 2016 in Antwerpen.

## Werk
Sucius Bilder sind in starkem Hell-Dunkel-Kontrast gehalten, einige seiner Werke sind monochrom. Er malt überwiegend Ölgemälde oder zeichnet mit Kohle.
Motivisch befasst er sich mit inneren Konflikten einzelner Figuren oder Gruppen. In seinen Bildern sind Raum und Zeit nur schwer einzuordnen. Absurde Handlungen faszinieren ihn, er erforscht in seinen Bildern neben menschlichen Schwächen auch existenzielle Probleme, indem er auf die psychologische Ebene hinter dem Sichtbaren verweist. Manche seiner Motive sind soziopolitisch: Suciu interessiert etwa, wie das Individuum seine eigene Identität inmitten der Massen verliert. 
Nach dem Gestalten seiner Werke beschädigt und restauriert er zum Teil deren Oberflächen, um die Werke mitgenommener aussehen zu lassen.
In seiner letzten Ausstellung Ship of Fools (April bis Juni 2016 in Antwerpen) beschäftigte Suciu sich thematisch mit der Angst vor unserer heutigen ungewissen Welt, insbesondere der Furcht vor Katastrophen, Kriegen, Nationalismus, religiösem Fundamentalismus und auch vor Migranten.
Sucius Œuvre ähnelt in einigen Aspekten dem von René Magritte, ist jedoch deutlich düsterer.
Mircea Suciu sagt selbst über seinen Stil: "I believe that the dark atmosphere of my drawings comes from the love for certain classical artist like Caravaggio, Rembrandt, Goya. I believe that in most of my drawings I make studies of light, in the traditional way of “chiaroscuro”. I also believe that art is dramatic, and therefore I need this way of representation in order to be more persuasive."

## Ausstellungen
Eine Auswahl seiner Ausstellungen:
- 2018 A Touch of Evil, Jason Haam, Seoul, South Korea
- 2016 Ship of Fools, Zeno X Gallery, Antwerpen, Belgien
- 2015 The Fracture, National Museum of Contemporary Art, Bukarest, Rumänien
- 2012 Black Milk, AEROPLASTICS contemporary, Brüssel, Belgien
- 2011 Telltale, Galerie Brandt, Amsterdam, Niederlande
- 2010 A Matter of Life and Death, SLAG Gallery, New York, USA
- 2009 The Fall, SLAG Gallery, New York, USA
- 2008 How Deep The Rabbit Hole Goes, SLAG Gallery, New York, USA